# I Like Movies
I Like Movies ist eine Tragikomödie von Chandler Levack. Der Coming-of-Age-Film erzählt von einem 17-jährigen Filmnerd und feierte im September 2022 beim Toronto International Film Festival seine Premiere. Der Kinostart in Deutschland erfolgte Ende März 2025.

## Handlung
Der 17-jährige Lawrence Kweller lebt im verschlafenen Burlington im kanadischen Ontario und weiß alles über Film und Kino, zumindest denkt er das. Er hat sich dieses Wissen durch seinen exzessiven Film- und Videokonsum in den letzten Jahren angeeignet. An der Highschool hält er sich daher für den Star des Filmkurses, geht dabei aber seinen Mitschülern durch sein ständiges Nörgeln und seine Besserwisserei auf die Nerven.

## Produktion

### Filmstab, Besetzung und Synchronisation

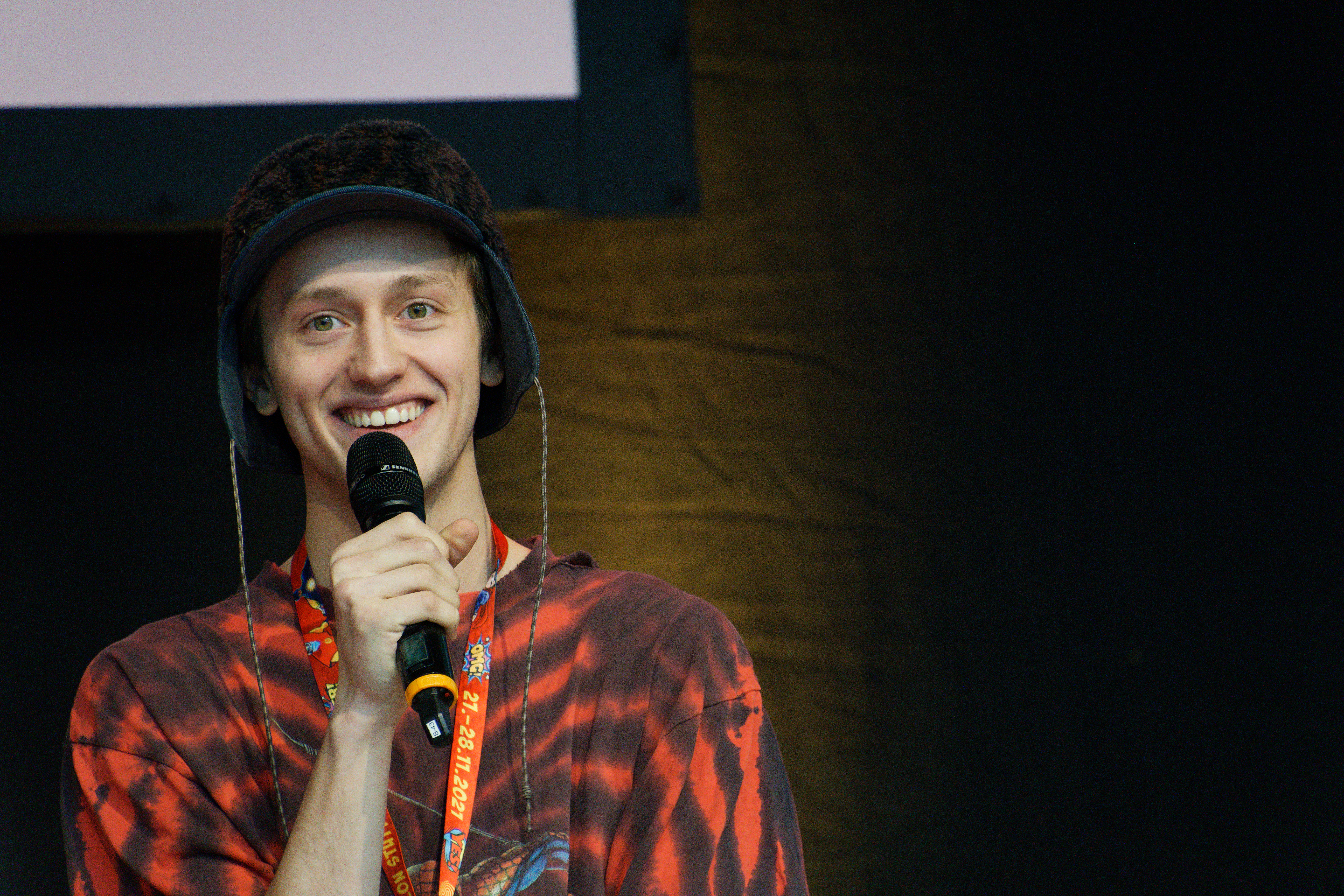
Percy Hynes White spielt Matt Macarchuck

Regie führte Chandler Levack, die auch das Drehbuch schrieb. Es handelt sich bei I Like Movies nach einigen Musikvideos und einem Kurzfilm um das Spielfilmdebüt der kanadischen Regisseurin.
Isaiah Lehtinen spielt in seiner ersten Hauptrolle in einem Kinofilm den Filmnerd Lawrence Kweller. Percy Hynes White, unter anderem aus der Fernsehserie The Gifted bekannt, spielt seinen besten Freund Matt Macarchuck. In weiteren Rollen sind Krista Bridges als Lawrence' Mutter Terri, Anand Rajaram als Mr. Olenick und Eden Cupid als Lauren P. zu sehen.
Die deutsche Synchronisation entstand nach einem Dialogbuch und der Dialogregie von Patrick Kropp im Auftrag der Stutt i/O Synchron in Stuttgart. Laurin Lechenmayr leiht in der deutschen Fassung Lehtinen in der Rolle von Lawrence und Benjamin Stolz White in der Rolle seines besten Freundes Matt seine Stimme.

### Filmmusik und Veröffentlichung
Die Filmmusik steuerte Murray Lightburn bei, der Sänger, Gitarrist und Keyboarder der kanadischen Indie-Rockband The Dears.
Die Premiere des Films fand am 9. September 2022 beim Toronto International Film Festival statt. Im gleichen Monat erfolgten Vorstellungen beim Calgary Film Festival. Im Februar 2023 wurde er beim Santa Barbara International Film Festival gezeigt und im Juni 2023 beim Sydney Film Festival. Im Juli 2023 wurde er beim Galway Film Fleadh und beim Giffoni Film Festival vorgestellt. Hiernach erfolgten Vorstellungen im Rahmen des New Zealand International Film Festivals. Ende September 2023 wurde I Like Movies beim Schlingel Film Festival gezeigt. Der Kinostart in Deutschland war am 27. März 2025.

## Rezeption

### Kritiken
Bei Rotten Tomatoes sind alle aufgeführten Kritiken positiv.

### Auszeichnungen
Cleveland International Film Festival 2023
- Nominierung im New Direction Competition (Chandler Levack)[14]

Directors Guild of Canada Awards 2023
- Nominierung für den Besten Filmschnitt (Simone Smith)[15]

Giffoni Film Festival 2023
- Nominierung im Wettbewerb Generator +16[9]

Miami Film Festival 2023
- Auszeichnung mit dem Jordan Ressler First Feature Award[16]